# Ariomma brevimanum
Ariomma brevimanum är en fiskart som först beskrevs av Klunzinger, 1884.  Ariomma brevimanum ingår i släktet Ariomma och familjen Ariommatidae. Inga underarter finns listade i Catalogue of Life.